# Christian Möbius

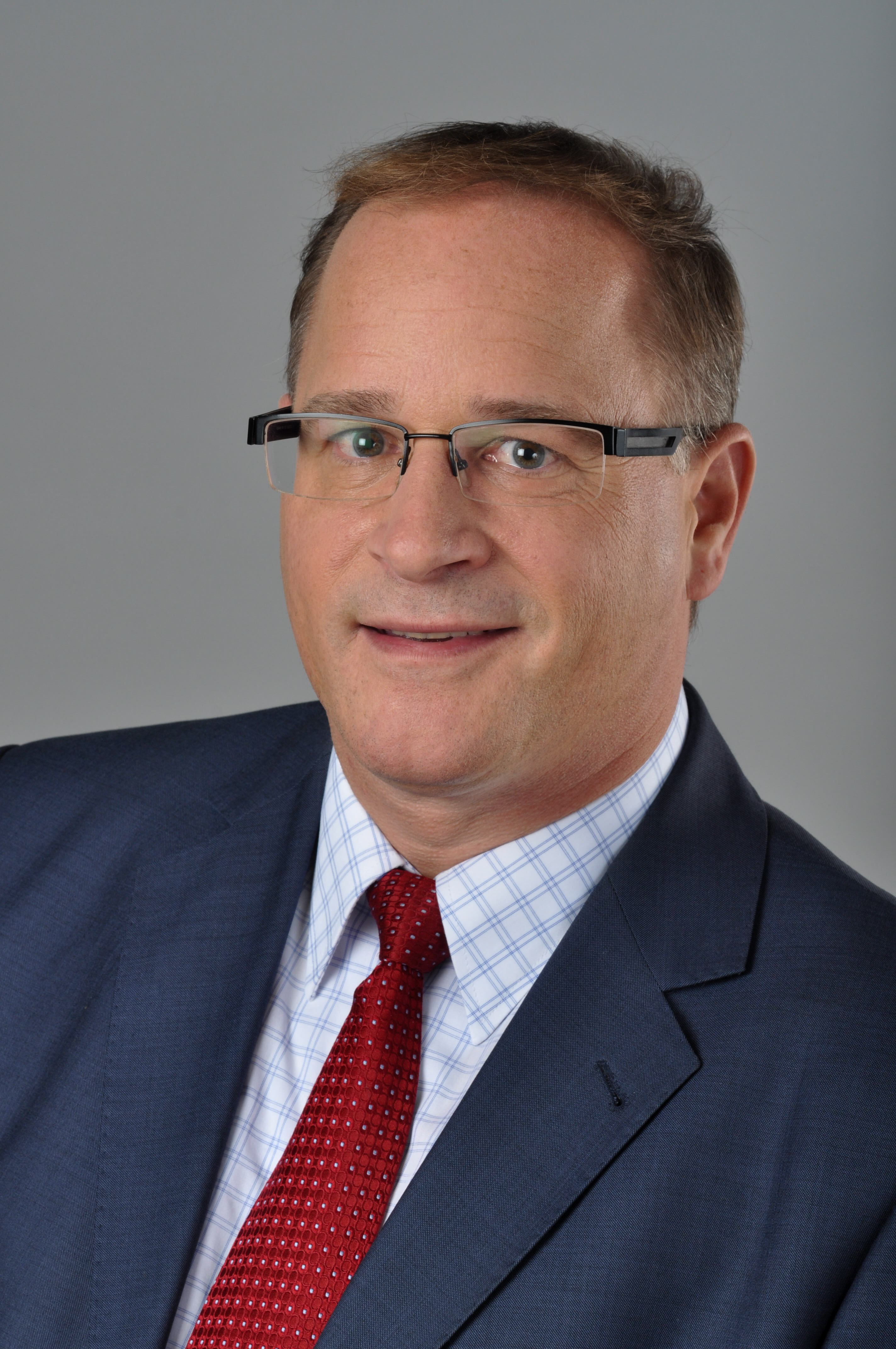
Christian Möbius (2013)

Christian Möbius (* 1. September 1966 in Köln) ist ein deutscher Politiker (CDU). Er war vom 8. Juni 2005 bis 1. Juni 2017 Abgeordneter des Landtags von Nordrhein-Westfalen.

## Leben
Möbius machte im Jahr 1985 das Abitur und im Anschluss bis 1988 eine Ausbildung zum Bankkaufmann. Von 1988 bis 1989 war er Angestellter bei der Stadtsparkasse Köln. Anschließend absolvierte er von 1989 bis 1996 ein Studium der Rechtswissenschaften an der Universität zu Köln, die Erste Juristische Staatsprüfung bestand er 1996. Von 1996 bis 1998 war er in einer Teilzeittätigkeit als wissenschaftlicher Mitarbeiter des Bundestagsabgeordneten Winfried Pinger tätig. Von 1997 bis 1999 war er im juristischen Vorbereitungsdienst im Oberlandesgerichtsbezirk Köln. Seit 1999 ist Möbius als Rechtsanwalt tätig.

## Politik
Möbius ist seit 1982 Mitglied der CDU. Von 1995 bis 2005 war er Vorsitzender des CDU-Ortsverbandes Köln-Bilderstöckchen. Vorsitzender der CDU im Stadtbezirk Nippes ist er seit 2006. Seit 2002 war er Mitglied des Vorstandes des Kreisverbandes CDU Köln, von April 2008 bis September 2021 als stellvertretender Vorsitzender. Christian Möbius ist außerdem seit November 2009 Beisitzer im Landesvorstand des Evangelischen Arbeitskreises (EAK) der CDU NRW.
Von 1999 bis 2004 war er Mitglied des Rates der Stadt Köln und von 2004 bis 2005 Mitglied der Bezirksvertretung Nippes, wo er zuletzt als Fraktionsvorsitzender tätig war.

### Landtag
Ab dem 8. Juni 2005 war er Abgeordneter des Landtags von Nordrhein-Westfalen, wo er zunächst als ordentliches Mitglied dem Haushalts- und Finanzausschuss, dem Rechtsausschuss und dem Parlamentarischen Untersuchungsausschuss I „JVA Siegburg“ angehörte. Außerdem war er in dieser Zeit Sprecher des Unterausschusses „Personal“ im Haushalts- und Finanzausschuss.
Seit seiner Wiederwahl im Mai 2010 bis zur Auflösung des Landtags am 14. März 2012 war Christian Möbius Vorsitzender des Unterausschusses Landesbetriebe und Sondervermögen, sowie ordentliches Mitglied des Haushalts- und Finanzausschusses, des Unterausschusses Personal und des Rechtsausschusses, sowie der Vollzugskommission.
Bei der Landtagswahl am 13. Mai 2012 zog Christian Möbius über die Landesliste der CDU NRW zum dritten Mal in Folge in den Landtag NRW ein. Bis 2017 war er Vorsitzender des Haushalts- und Finanzausschusses. Er war außerdem ordentliches Mitglied im Rechtsausschuss, im Parlamentarischen Untersuchungsausschuss zur WestLB, im Parlamentarischen Beirat der NRW.Bank, sowie stellvertretendes Mitglied im Unterausschuss Personal, im Unterausschuss Landesbetriebe und Sondervermögen, im Ausschuss für Bauen, Wohnen, Stadtentwicklung und Verkehr, im Sportausschuss und der Vollzugskommission.
Bei der Landtagswahl 2017 verpasste er den Wiedereinzug und verzichtete zudem nach der Bundestagswahl im Herbst 2021 für den Rest der Legislaturperiode nachzurücken.